# Hoplotilapia retrodens
Hoplotilapia є монотиповим родом риб родини цихлові. Складається лише з виду Hoplotilapia retrodens (Hilgendorf 1888)